# Emil Pinkau (Unternehmen)

Briefkopf mit Medaille, Vogelschau und weiteren Angaben der Emil Pinkau & Co. AG, "Wittenbergerstr.", 1906

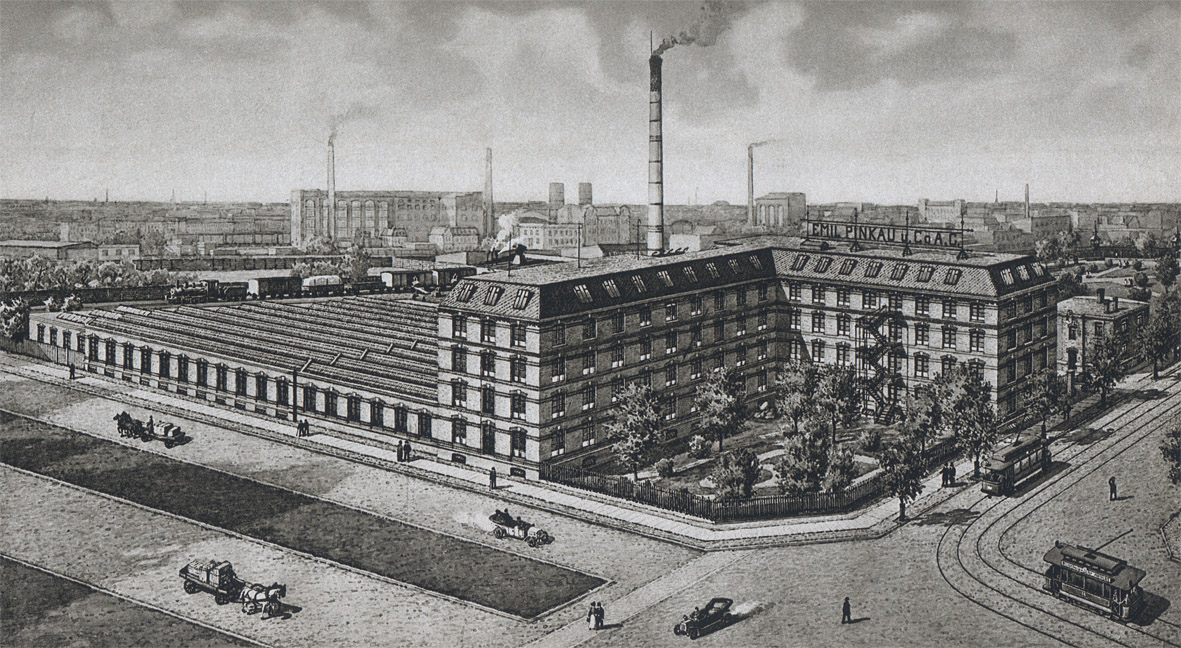
Fabrikanlagen der Emil Pinkau AG um 1927

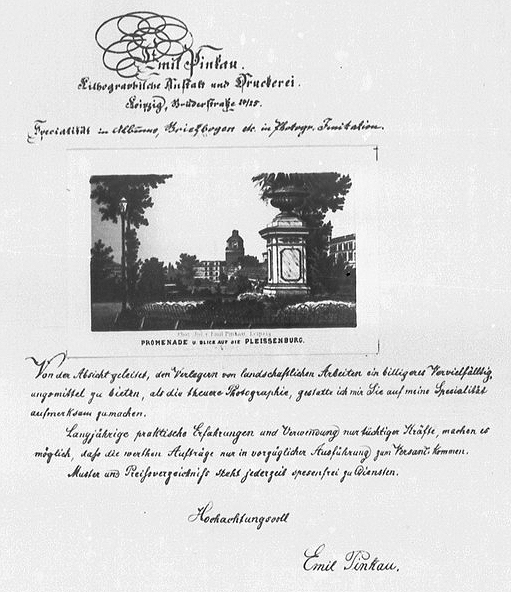
Werbebrief der Lithographischen Kunstanstalt Emil Pinkau, 1877

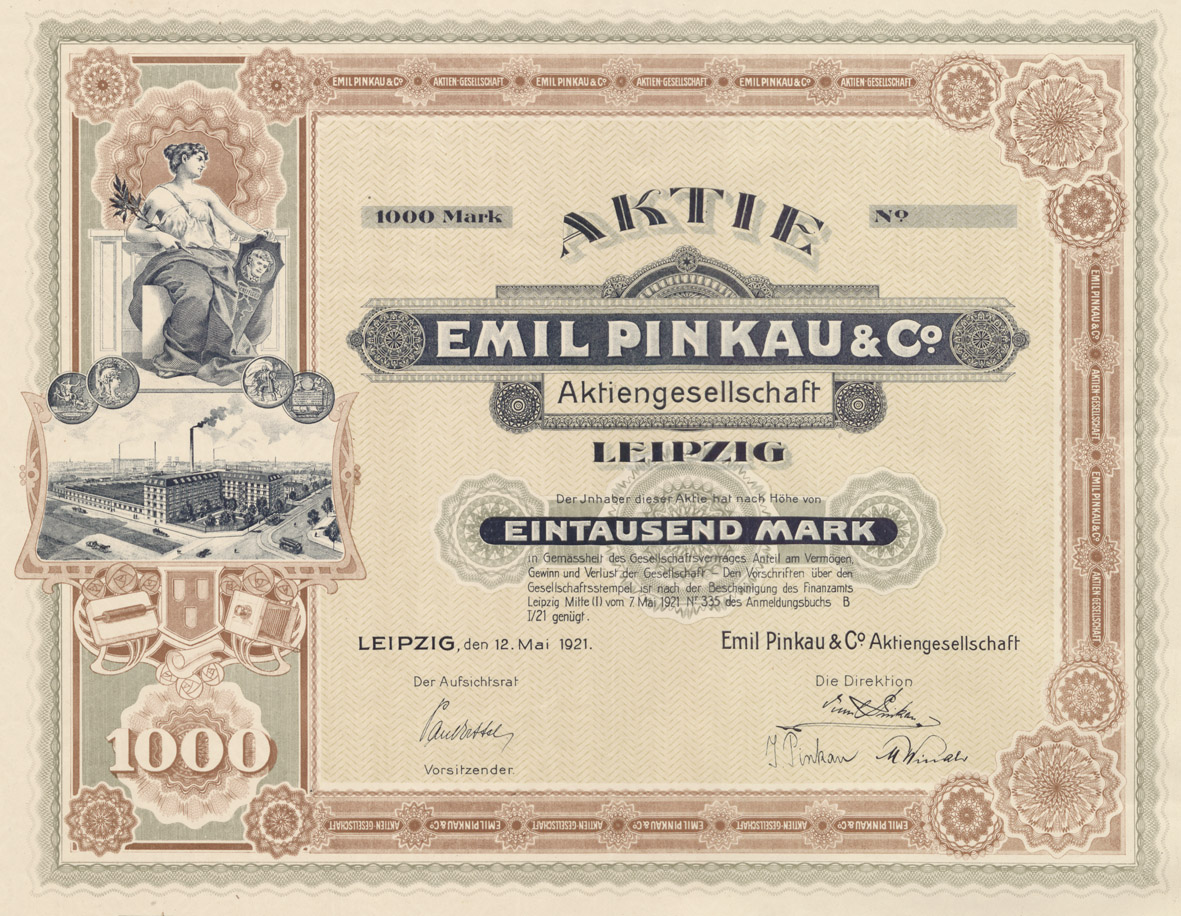
Aktie der Emil Pinkau & Co AG, 1921

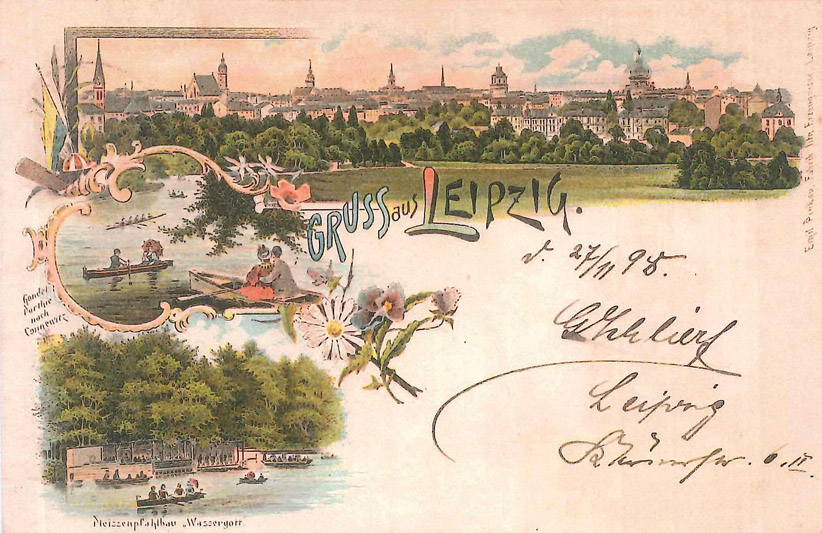
Ansichtskarte der Lithographische Kunstanstalt Emil Pinkau, 1898

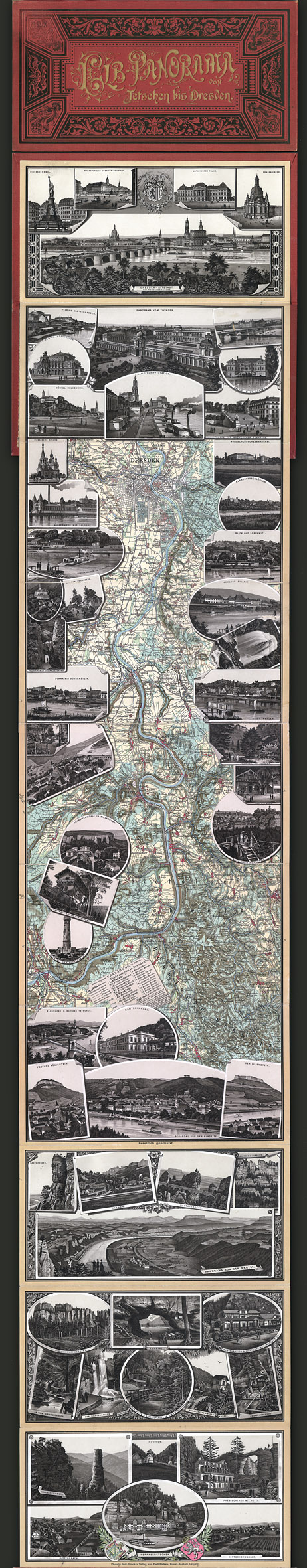
Lithographische Kunstanstalt Emil Pinkau: Leporello-Album "Elbpanorama", ca. 1895

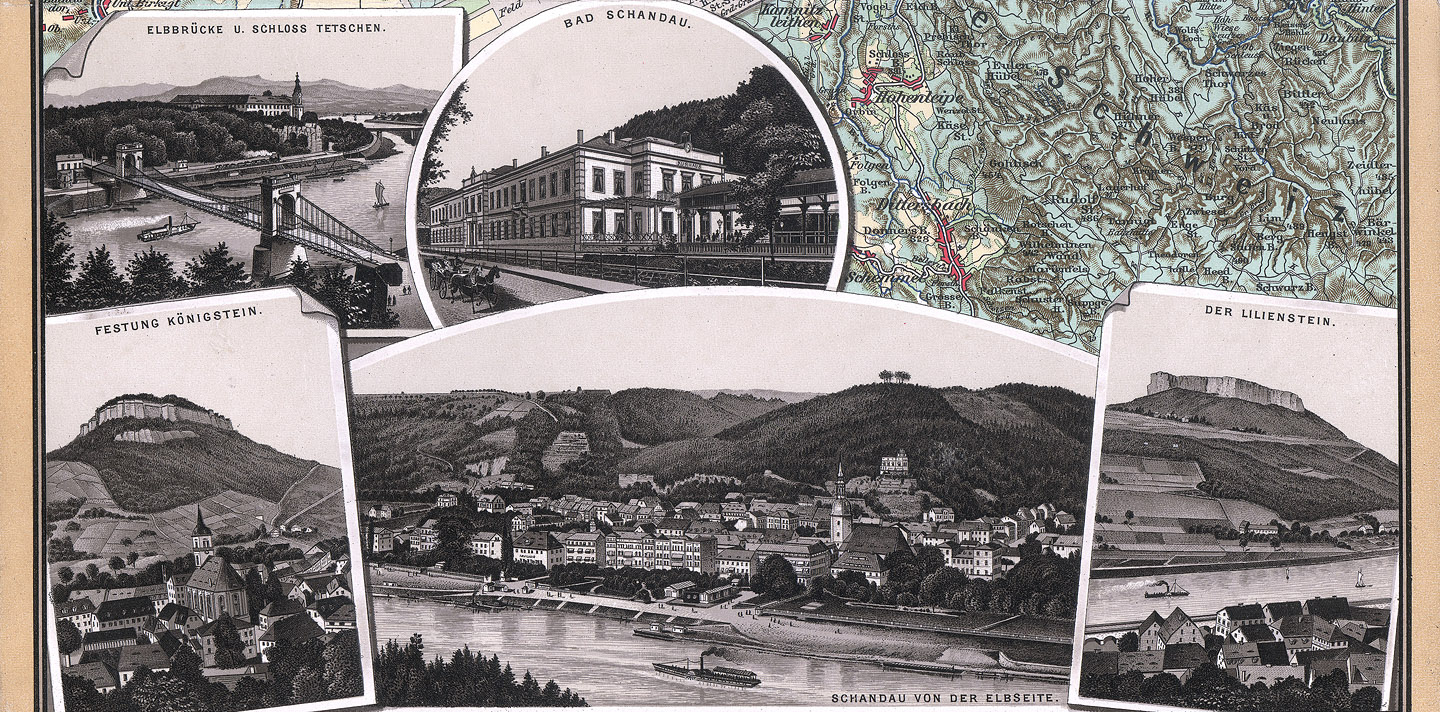
Lithographischen Kunstanstalt Emil Pinkau: Leporello-Album "Elbpanorama", Ausschnitt

Die Emil Pinkau & Co. AG, abgekürzt E.P. & Co. AG, L., war ein graphischer Betrieb in Leipzig, der 1873 durch den Lithographen Emil Pinkau (1850–1922) als Lithographische Kunstanstalt Emil Pinkau gegründet wurde. Neben Firmendrucksachen und später Reproduktionen Alter Meister für Kunstbücher und Mappenwerke, spezialisierte sich die Firma bereits Ende der 1870er Jahre auf Ansichtskarten und zählt damit zu den frühesten Herstellern auf diesem Gebiet.

## Geschichte

### Lithographische Kunstanstalt Emil Pinkau 1873–1904
Die Lithographische Kunstanstalt Emil Pinkau wurde am 1. Oktober 1873 gegründet. Erster Standort: Brüderstraße 19 in Leipzig. Im Nachruf heißt es über den Beginn der Firma: „Da ‚der Inhaber‘ ohne Kapital angefangen hatte, konnte er nur nach und nach die notwendigsten Anschaffungen vornehmen. Er selbst war mit ungeheurem Fleiße bei der Arbeit und wochenlang arbeitete er nicht nur tagsüber mit großem Eifer, sondern auch noch jede zweite Nacht hindurch.“ So wurde eine erste Steindruckschnellpresse beispielsweise erst 1883 angeschafft.
Die Expansion der Firma machte ab 1877 mehrfach Umzüge notwendig, erst in die Brüderstraße, später in die Friedrichstraße, bis 1898 an der Ecke Wittenberger Straße 15 / Dessauer Straße 13 in Leipzig ein großer Fabrikneubau mit eigenem Eisenbahnanschluss errichtet wurde, den man in der Folgezeit sogar noch zweimal erweitern musste (1906 und 1910).
Pinkau spezialisierte sich früh auf photolithographische Ansichten – zunächst wohl für die beliebten Leporello-Alben, bald aber auch für Ansichtskarten. So warb er 1877 in einem Werbebrief, der sich ausdrücklich an „Verleger von landschaftlichen Arbeiten“ richtete, für seine Alben und Briefbögen in „Photografischer Imitation“. Er betont, dass diese Drucktechnik „ein billigeres Vervielfältigungsmittel“ sei, als die „theure Photographie“. Pinkau setzte also auf qualitätvolle Massenauflagen und er sah sich in erster Linie nicht selbst als Verleger, auch wenn die Firma später auf einigen Leporellos als „Druckerei und Verlag“ bezeichnet wird. Auf einem Briefkopf von 1911 heißt es ausdrücklich: „Kein Verlag – nur Fabrikation“.
Bei dieser Ausrichtung war es nur konsequent, dass die Lithographische Kunstanstalt Emil Pinkau sich bald vor allem durch den Druck von Ansichtspostkarten einen Namen machte. Emil Pinkau gehört damit zu den ersten, die das Potential dieses aufkommenden Massenmediums erkannten. Auf dem bereits genannten Briefkopf 1911 wirbt er: „Specialität seit 1879 Ansichtspostkarten in grossen Auflagen“. Die Produktionszahlen belegen dies: 1879: 15.000; 1880: 160.000; 1885: 4 Mio.; 1890: 45 Mio.; 1895: 90 Mio.;1900: 120 Mio.; 1905: 150; 1910: 170 Mio.; 1913: 200 Mio. Karten.
Für die hohe Qualität der fotolithografischen Arbeiten Pinkaus steht der „große Staatspreis“, den die Firma 1893 auf der Weltausstellung in Chicago für Leporello-Alben erhielt.

### Emil Pinkau & Co AGim Kaiserreich
1904 wandelte Pinkau seine einzelkaufmännische Firma in eine Aktiengesellschaft um, die Emil Pinkau & Co AG. Hintergrund könnte die sich bereits abzeichnende Gewinn-Stagnation in der Branche um 1906 sein, hervorgerufen durch die große Konkurrenz.
In den Folgejahren wurden eine Buchdruckerei für „Illustrations- und Farbendruck“ (1910), sowie Abteilungen für „photographischen Bromsilber-Rotationsdruck“ (1911) und „Kupfertiefdruck“ (1913) eingerichtet. Eine Offsetpresse wurde erstaunlich früh, 1910 angeschafft. Eine Abteilung für Lichtdruck bestand schon seit 1899. So stand die Firma nun auf einer breiten geschäftlichen Basis und konnte alle wichtigen Druckverfahren der Zeit anbieten. Briefköpfe verzeichnen 1903 „16 Schnellpressen, 40 Hilfsmaschinen“ und 1911 „32 Schnellpressen ,Großen Formats‘, 150 Hilfsmaschinen“. Die Zahl der Angestellten stieg von 200 im Jahre 1904 auf 450 im Jahr 1911.
Bereits 1902 war Johannes Pinkau (1879–1958), der älteste Sohn Emil Pinkaus, als technischer Leiter in die Firma eingetreten. Er erwies sich als Glücksfall und viele der Neuerungen und technischen Weiterentwicklungen der folgenden Jahre gehen wohl auch auf seine Initiative zurück. Er hatte nach einer praktischen Ausbildung noch ein Studium an der Akademie für graphische Künste und Buchgewerbe Leipzig absolviert und war damit sorgfältig für diese Aufgabe und die spätere Leitung der Firma vorbereitet worden.
Während des Ersten Weltkriegs wurden lediglich fotografische Feldpostkarten in größerem Umfang nachgefragt und so begann man 1917, also mitten im Krieg, mit der Herstellung von Fotopapieren für den eigenen Gebrauch. Bezeichnend ist, dass auch daraus später ein wieder eigener Geschäftszweig entstand.

### Zeit der Weimarer Republik, Übernahme von Trenkler & Co
„Die Zeit nach dem ersten Weltkrieg, bedeutet für viele vergleichbare Firmen das Aus. Die Ansichtskarte spielt wirtschaftlich keine bedeutende Rolle mehr. Ein neues Kommunikationsmedium, das Telefon, verdrängt sie. Der für den Export so wichtige große Russische Markt fällt weg. In dieser schwierigen Zeit übernimmt Johannes Pinkau nach dem Tod seines Vaters 1922 nun auch formal die Leitung und schafft es, die Firma zu stabilisieren. Er kann das Kapital unmittelbar nach der Inflationszeit 1923 auf 2,5 Millionen RM erhöhen und setzt nun verstärkt auf „Bilder und Kunstblätter“, "Bilderbücher, feinere Kalender und bessere Druckarbeiten für Industrie und Handel" sowie Reproduktionen älterer Bücher.“ Dafür entwickelte die Firma ein Spezialverfahren.
1926 übernahm Johannes Pinkau die Dr. Trenkler & Co AG. Nach dem Tode des Gründers Bruno Trenkler entschied sich dessen Sohn Fritz Trenkler gemeinsam Mutter und Schwester zu diesem Verkauf. Kurz nach der Übernahme wurde die Fabrik in der Eichstädtstraße in Stötteritz verkauft und die Tochterfirma Dr. Trenker Postkarte zog in das gleiche Gebäude wie die Emil Pinkau & Co AG an der Ecke Wittenberger Straße und Dessauer Straße. 1938 beanspruchte die Emil Pinkau AG in einem Rechtsstreit den größten Teil der Gewinne des Dr. Trenkler-Verlag GmbH für sich und erhielt auch Recht. Im Trenkler-Verlag wurde 1939 das Buch Die wunderbaren Abenteuer des Freiherrn von Münchhausen von Peter Hammerschlag herausgegeben, obwohl dieser als Jude Publikationsverbot hatte und zu diesem Zeitpunkt bereits auf der Flucht war.
Wirtschaftlich scheint die Situation in den 30er Jahren insgesamt schwierig gewesen zu sein. 1930 schaffte man eine große Zweifarben-Offsetmaschine an, die der Firma die Konkurrenzfähigkeit auf dem Weltmarkt sichern sollte. In den Geschäftsberichten ist Ende der 30er Jahre von Problemen beim Export wegen „Abwertung ausländischer Währungen und allgemeine(r) Kursrückgänge“ die Rede.
Gleichzeitig sollen aber 85 % der Produktion vor dem Zweiten Weltkrieg in den Export gegangen sein. 1936 beschäftigte die Firma 300 Mitarbeiter.
Im Pinkau-Verlag erschien von 1926 bis 1944 die Kinderzeitschrift Die Kinderwelt (im Impressum ab 1930 als Verlag Der Kinderwelt bezeichnet) und ab 1934 in Deutsche Kinderwelt umbenannt.
Bei einem schweren Luftangriff auf Leipzig am 4. Dezember 1943 wurden die Werksanlagen der Emil Pinkau AG stark beschädigt. Im März 1944 soll es zu einer, zumindest zeitweiligen, Stilllegung des Betriebes durch den zuständigen Reichsverteidigungskommissar gekommen sein. Dennoch begann man im Rahmen des Möglichen mit einem Wiederaufbau. Einige letzte Ausgaben der Kinderwelt konnten zumindest im September 1944 wieder erscheinen. Bombentreffer führten schließlich am 6. April 1945 zur völligen Zerstörung des Betriebes. Zum 75-jährigen Bestehen der Firma 1948 arbeitete man aber bereits „in kleinem Umfang und mit wenigen Abteilungen“ wieder.

### Nachkriegszeit und DDR
"Nach Gründung der DDR im Jahre 1949 werden Betriebe, wie die Pinkau AG nicht unmittelbar verstaatlicht, sondern man geht in mehreren Schritten vor. Der Fall der Pinkau AG ist dafür typisch. So wird die Firma zunächst vor allem durch entsprechende steuerrechtliche Regelungen finanziell so unter Druck gesetzt, dass sie einer staatlichen Beteiligung zustimmt. Im Juni 1954 erfolgt die Umwandlung in eine Kommanditgesellschaft. Kommanditist wird die staatliche Deutsche Investitionsbank. Johannes Pinkau bleibt persönlich haftender und geschäftsführender Gesellschafter, da man auf seine Kenntnisse natürlich nicht verzichten kann."
Nach dem Tod Johannes Pinkaus, der 1958 kinderlos starb, wurde die Firma 1960 als halbstaatlicher Betrieb geführt. Seine Witwe vermachte ihre Firmenanteile nach ihrem Freitod 1961 ihren Geschwistern. Damit war kein unmittelbarer Nachkomme Emil Pinkaus mehr Anteilseigner. Ein diesbezüglicher Rechtsstreit ging zuungunsten der Familie aus, was langfristig sicher besser in die Pläne zur Verstaatlichung passte. 1972 wurde die Emil Pinkau & Co AG als Pinkau & Trenkler vom VEB Interdruck Leipzig übernommen und damit vollständig verstaatlicht. Ab dem 1. Januar 1973 hieß die Firma und die Tochterfirma Trenkler VEB Bromsilberdruck. Die Suche der Treuhandanstalt nach ehemaligen Anteilseignern nach 1990 blieb erfolglos. Auf dem Firmengrundstück befindet sich heute ein Bürogebäude, das ehemalige Fabrikgebäude wurde in der ersten Hälfte der 1990er Jahre abgerissen.

## Sammlungen
Das Stadtgeschichtliche Museum Leipzig besitzt eine größere Anzahl von Postkarten der Emil Pinkau AG. Im Internet werden häufig Pinkau-Postkarten und Bücher angeboten. Die Aktien von 1922/23 gelten als besonders schön gestaltete Sammlerstücke.